# Eastchester (hrabstwo Westchester)
Eastchester – jednostka osadnicza w Stanach Zjednoczonych, w stanie Nowy Jork, w hrabstwie Westchester.